# Prvan Selo
Prvan Selo – wieś w Chorwacji, w żupanii licko-seńskiej, w gminie Perušić. W 2011 roku liczyła 97 mieszkańców.